# Гранд-Рапидс Голд
«Гранд-Рапидс Голд» (англ. Grand Rapids Gold) — профессиональный баскетбольный клуб, выступавший в Лиге развития НБА. Команда была основана в 2006 году. Клуб базируется в городе Гранд-Рапидс, Мичиган. «Гранд-Рапидс Драйв» является собственностью «SSJ Group», основным владельцем которой является Стив Жбара.

## История клуба

### «Анахайм Арсенал» (2006—2009)
«Анахайм Арсенал» был основан в 2006 года. Клуб базировался в городе Анахайм, штат Калифорния. «Арсенал» проводил домашние матче на Anaheim Convention Center. Он был первым профессиональным баскетбольным клубом после «Лос-Анджелес Клипперс», который проводил в 1990-х годах несколько матчей в Анахайме. За 3 сезона «Анахайм Арсенал» не выходил ни разу в плей-офф. 31 марта 2009 года было объявлено, что команда переезжает в Спрингфилд.

### «Спрингфилд Армор» (2009—2014)
30 июня 2009 года команда представила своё наименование, логотип и цвета клуба. 29 июля Ди Браун был назван в качестве главного тренера «Армор». 2 сентября на драфте расширения Лиги развития под 1 пиком «Спрингфилд Армор» выбрали Маркуса Кэмпбелла.
В дебютном сезоне 2009/2010 «Спрингфилд Армор» заняли 7-е место в Восточной конференции. Они выиграли в 7 матчах и проиграли 43 встречи. В следующем сезоне 2010/2011 «Армор» заняли 6-е место на Востоке при 13 победах и 37 поражениях. По окончании сезона их главный тренер Ди Браун вошел в тренерский штаб «Детройт Пистонс». На его место был приглашен Боб Маккиннон.
В сезоне 2011/2012 клуб из Спрингфилда разделил 1-е место в Восточной конференции с «Дакота Уизардс». В первом раунде плей-офф «Армор» уступили «Кантон Чардж». В 2012/2013 «Спрингфилд Армор» заняли 5-е место в Восточном дивизионе.
В августе 2013 Даг Овертон стал новым главным тренером «Армор». Сезон команда закончила на 3-м месте и не вышла в плей-офф.

### «Гранд-Рапидс Драйв» (с 2014)
15 апреля 2014 было объявлено, что «Спрингфилд Армор» были проданы. Команда переезжает в Гранд-Рапидс штат Мичиган и сменит наименование на «Гранд-Рапидс Драйв». «Детройт Пистонс» будут единолично управлять клубом.

## Статистика выступлений
| Сезон                         | Дивизион/Конференция           | Регулярный сезон               | Регулярный сезон               | Регулярный сезон               | Регулярный сезон               | Плей-офф                                  |                                |                 |                 |
| Сезон                         | Дивизион/Конференция           | Место                          | Победы                         | Поражение                      | Процент побед                  | Плей-офф                                  |                                |                 |                 |
| Анахайм Арсенал               | Анахайм Арсенал                | Анахайм Арсенал                | Анахайм Арсенал                | Анахайм Арсенал                | Анахайм Арсенал                | Анахайм Арсенал                           | Анахайм Арсенал                | Анахайм Арсенал | Анахайм Арсенал |
| ----------------------------- | ------------------------------ | ------------------------------ | ------------------------------ | ------------------------------ | ------------------------------ | ----------------------------------------- | ------------------------------ | --------------- | --------------- |
| 2006/07                       | Западная                       | 4                              | 23                             | 27                             | .460                           |                                           |                                |                 |                 |
| 2007/08                       | Западная                       | 4                              | 23                             | 27                             | .460                           |                                           |                                |                 |                 |
| 2008/09                       | Западная                       | 6                              | 15                             | 35                             | .300                           |                                           |                                |                 |                 |
| Спрингфилд Армор              |                                |                                |                                |                                |                                |                                           |                                |                 |                 |
| 2009/10                       | Восточная                      | 7                              | 7                              | 43                             | .140                           |                                           |                                |                 |                 |
| 2010/11                       | Восточная                      | 6                              | 13                             | 37                             | .260                           |                                           |                                |                 |                 |
| 2011/12                       | Восточная                      | 1                              | 29                             | 21                             | .580                           | Проиграли в первом раунде (Кантон)        |                                |                 |                 |
| 2012/13                       | Восточный                      | 5                              | 18                             | 32                             | .360                           |                                           |                                |                 |                 |
| 2013/14                       | Восточный                      | 3                              | 22                             | 28                             | .440                           |                                           |                                |                 |                 |
| Гранд-Рапидс Драйв            |                                |                                |                                |                                |                                |                                           |                                |                 |                 |
| 2014/15                       | Центральный                    | 4                              | 23                             | 27                             | .460                           |                                           |                                |                 |                 |
| 2015/16                       | Центральный                    | 4                              | 21                             | 29                             | .420                           |                                           |                                |                 |                 |
| 2016/17                       | Центральный                    | 4                              | 26                             | 24                             | .520                           |                                           |                                |                 |                 |
| 2017/18                       | Центральный                    | 2                              | 29                             | 21                             | .580                           | Проиграли в первом раунде (Рэпторс) 88–92 |                                |                 |                 |
| 2018/19                       | Центральный                    | 1                              | 28                             | 22                             | .560                           | Проиграли в первом раунде (Рэпторс) 90–91 |                                |                 |                 |
| 2019/20                       | Центральный                    | 3                              | 25                             | 18                             | .581                           | Сезон аннулирован из-за пандемии COVID-19 |                                |                 |                 |
| 2020/21                       | Отказались от участия в сезоне | Отказались от участия в сезоне | Отказались от участия в сезоне | Отказались от участия в сезоне | Отказались от участия в сезоне | Отказались от участия в сезоне            | Отказались от участия в сезоне |                 |                 |
| Гранд-Рапидс Голд             |                                |                                |                                |                                |                                |                                           |                                |                 |                 |
| 2021/22                       | –                              | 2                              | 17                             | 15                             | .531                           |                                           |                                |                 |                 |
| Статистика регулярного сезона | Статистика регулярного сезона  | Статистика регулярного сезона  | 319                            | 406                            | .446                           | 2006—н. в.                                | 2006—н. в.                     |                 |                 |
| Статистика плей-офф           | Статистика плей-офф            | Статистика плей-офф            | 1                              | 4                              | .200                           | 2006—н. в.                                | 2006—н. в.                     |                 |                 |

## Известные игроки
В клубе играли:
- Малькольм Ли
- Кевин Мёрфи
- Хашим Табит
- Нейт Уолтерс
- Крис Джозеф
- Джордан Уильямс
- Доминик Джонс
- Торнике Шенгелия
- Тайшон Тэйлор
- Дариус Джонсон-Одом
- Терренс Уильямс
- Марцин Гортат
- Джеймс Огастин
- Джеймс Уайт
- Юта Табусе
- Айвен Джонсон
- Луиджи Датоме